# 二十四孝 (落語)
二十四孝（にじゅうしこう）は、古典落語の演目のひとつ。「廿四孝」とも表記される。

## 主な演者

### 物故者
- 十代目桂文治

### 現役
- 四代目柳亭市馬
- 春風亭昇太

## あらすじ
大酒呑みの職人の男（東京では八五郎）が、妻との喧嘩を止めに入った年老いた母を蹴飛ばした。それを聞いた長屋の大家は、男に店（たな＝部屋）を空けるよう命じるが、男はこれに応じない。大家は、「もろこし（＝古代中国）」の書物『二十四孝』における王祥、孟宗、郭巨、呉猛のエピソードを引き合いに出し、親孝行することの大切さを説こうとするが、男は冗談で混ぜ返し、感じ入るところがない。そこで大家は、かつての幕府の時代、親孝行をなした者には奉行所から賞金が与えられたことを話し、「もしお前が母親に孝行したら、小遣いをやろう」と約束する。男は金欲しさに、二十四孝の登場人物のまねをしようと決意する。
帰宅した男は、まず母を「クソババア」と呼ばずに「母上」と呼んでみるが、気味悪がられる。次に、王祥のエピソードを思い出した男は「鯉は食べたくないか」と母に尋ねるが、母は「川魚は嫌いだ」と言う。さらに、男は孟宗のエピソードを思い出して「タケノコは食べたくないか」と聞くが、母は「歯が弱って食べられない」と言う。困った男は、とりあえず妻に大家での一件を報告するが、話しているうちに「親孝行のために雪に埋もれた竹林を掘ると、金の釜が出て、中から鯉が飛び出すそうだ」と、大家から聞いたエピソードが混合してしまう。郭巨のエピソードを思い出した男は、「隣の夫婦には子供がいただろうか」と妻にたずねる。妻が「赤ん坊がいたはずだけど、なぜ」と聞くと、「親孝行のために借りよう。金の釜を掘り出す前に、裏山に埋めるんだ」。驚きあきれた妻は強くたしなめる。
することがなくなった男は、呉猛のエピソードを思い出し、母を蚊から守るため、裸になって体中に酒を吹き付けようとするが、ふと飲んでしまうとそこから歯止めがきかなくなり、そのまま酔いつぶれて寝てしまう。母に起こされて目を覚ました男は、1か所も蚊に刺されていないことに気づき、「親孝行の徳だ。天に感ずるところがあった」と言って喜んだ。すると、そばにいた母が、
「何言ってるの、あたしが夜っぴて（＝ひと晩じゅう）あんたを扇いでたんだ」

## バリエーション
- 主人公夫婦の間に子供がいない場合と、いる場合の演じ方がある。いる場合は、子供を埋めよう、と主人公が提案するシーンでは、隣家のことでなく自身の子供の居場所をたずねる。
- サゲとして､｢亡き父の墓掃除に男が出かけ､一通り花の取り換えや墓磨きが終わると墓がグラグラと揺れ､男はそれを『自分の親孝行で亡き父が喜んだ』のだと思い､急いで家に帰り母に報告するが､先ほど男が外出してる間に地震が起きてたことが発覚する｣というものがある｡その場合､大家が語る二十四孝の話に｢王裒（おうほう）｣の「雷が苦手な母のために､母の死後も雷の鳴る日は母の墓のもとへ急いで行き､母（の墓）を守り続けた」というエピソードが追加されており､その話が男が墓参りに行くきっかけとなるようになっている。